# Îlet Cabrits
Îlet Cabrits är en obebodd ö i Martinique. Den ligger i den södra delen av Martinique, 30 km sydost om huvudstaden Fort-de-France. Arean är 0,0457 kvadratkilometer.